# Nóż
Nóż – narzędzie do krojenia, cięcia itp., składające się przeważnie z metalowej głowni osadzonej w rękojeści drewnianej, metalowej lub z tworzywa sztucznego; używany też jako broń.

## Podział
- Kuchenno-stołowe
  - nóż kuchenny
  - nóż stołowy

- Militarno-myśliwskie
  - nóż bojowy
  - nóż survivalowy
  - nóż myśliwski
  - nóż do rzucania

- Skrawające
  - tokarskie,
  - strugarskie,
  - dłutownicze.

## Budowa

Schemat 2.
1 – nóż
2 – głownia
3 – trzon (trzpień) rękojeści
4 – spadek grzbietu
5 – ostrze
6 – pióro
7 – grzbiet
8 – strudzina, zbrocze lub bruzda
9 – podpora na kciuk
10 – nasada trzpienia
11 – płaz
12 – pięta
13 – choil, notch lub podcięcie na palec
14 – ricasso
15 – sztych
16 – górna krawędź tnąca
17 – fałszywe ostrze (nienaostrzone lub częściowo naostrzone)
18 – krawędź tnąca
19 – brzusiec
20 – linia szlifu
21 – ząbkowanie
22 – gwint trzpienia

Polska terminologia odnosząca się do poszczególnych rodzajów i części broni jest wyjątkowo bogata. Jej rodowód sięga wielu wieków. Rękojeść, a z nią cała broń biała, ma dwie strony: zewnętrzną i wewnętrzną. Pierwsza z nich to ta, która zwrócona jest na zewnątrz, gdy broń włożona jest do pochwy. Wewnętrzną jest strona znajdująca się przy ciele właściciela.

Każdy nóż składa się z dwóch najważniejszych części: rękojeści i głowni (schemat 1. oraz schemat 2.). Głownia może być prosta lub zakrzywiona. Ma ona zawsze dwa płazy (11, schemat 2.), czyli płaskie strony boczne. Może być jednosieczna lub obosieczna. Głownia jednosieczna ma tylko jedno ostrze (5, schemat 2.), gdyż drugie zastąpione zostało grzbietem (7, schemat 2.). Miejsce łączenia głowni z rękojeścią to nasada. Niektóre głownie mają nasadę zgrubiałą i obustronnie zatępioną – w takim wypadku nazywamy ją progiem (9, schemat 1.). Końcową część głowni (jej „czubek”) nazywamy sztychem (15, schemat 2.). Odcinek znajdujący się przed sztychem nazywany piórem (6, schemat 2.). Sztych, nawet u głowni jednosiecznych, bywa niekiedy obosieczny. Czasem spotykamy głownie z wyszlifowanymi na ich płazach podłużnymi rowkami różnej szerokości. Rowek taki to zbrocze, bruzda lub strudzina (8, schemat 2.). Tę ostatnią nazwę zwykło się stosować raczej do rowków węższych. Bardzo wąziutkie strudziny, wyżłobione rylcem w powierzchni głowni nazywa się bruzdkami.
W rękojeści wyróżniamy trzy zasadnicze elementy: trzon, nazywany też trzpieniem (3, schemat 2.) (który może był obłożony okładzinami (6, schemat 1.)), jelec (7, schemat 1.) i głowicę (schemat 1.). Trzon to część najważniejsza, ta, którą ujmuje się dłonią oraz na której mocowane są okładziny (które jednak nie znajdują się w każdym nożu). Składa się z trzpienia (3, schemat 1.) (należącego jednocześnie do głowni) i okrywających go okładzin (jednej lub wielu, zazwyczaj dwóch). Głowica (2, schemat 1.) to charakterystyczne, guzowate zgrubienie, stanowiące zwieńczenie rękojeści od góry. Na głowicy, znajduje się niekiedy metalowy nit mocowany do trzonu (1, schemat 1.), stanowiący zakończenie noża (który ponadto pełni rolę ochronną rękojeści). W niektórych przypadkach głowice rękojeści są okute, a w przypadku kiedy okucie wykonane jest z mocnego tworzywa może służyć ono jako młotek. Jelec (7, schemat 1.) ogranicza rękojeść od dołu, stwarzając zarazem ochronę dla dłoni. Niektóre rodzaje rękojeści nie posiadają jelca. Ponadto niekiedy zdarza się, że pomiędzy głownią z rękojeścią umieszczany jest dodatkowy, oddzielający je od siebie element – owalną lub okrągłą tarczkę (8, schemat 1.).
Kształt pochwy w przybliżeniu odpowiada kształtowi głowni. W przypadku głowni skórzanych, wykonanie ich polegało na zszyciu dwóch kawałków skóry ze pomocą mocnych nici lub zespoleniu ich przy pomocy nitów. Oprócz elementu mocującą je do pasa rzadko posiadały dodatkowe elementy. Jeżeli już decydowano się na dodatki, mogły być to na przykład metalowe listy usztywniające pochwę (umożliwiając przez to sprawniejsze wyciąganie i wkładania noża do pochwy) lub małych rozmiarów kieszonki (naszywane na płaszcz pochwy) do przechowywania drobiazgów, np. kamienia do ostrzenia noża. Pochwy wykonane z różnego rodzaju tworzy sztucznych lub metali zazwyczaj posiadały (choć nie zawsze) kilka okuć. Dolne okucie, ochraniające i wzmacniające koniec pochwy nazywamy okuciem dolnym lub trzewikiem (8, schemat 3.). Dodatkowym elementem chroniącym pochwę od strony spodniej jest gałka ochronna (9, schemat 3.), które jednak nie zawsze jest stosowana. Okucie górnego końca pochwy, czyli jej wlotu (1, schemat 3.) nazywane jest okuciem górnym (4, schemat 3.). Oba okucia są przymocowanie do płaszcza pochwy przy pomocy spinaczy (7, schemat 3.) lub na przykład nitów. Wlot pochwy dodatkowo posiada kołnierz (2, schemat 3.), którego zadaniem jest spasowanie głowni do brzegów pochwy. Jeżeli dana pochwa przeznaczona jest do noszenia przy pasie, a przy tym nie posiada szlufek, na okucie górnym umieszcza się hak zaczepu żabki (5, schemat 3.). W niektórych modelach pochew dodatkowo umieszczano był dławik, czyli dwie sprężyste, odpowiednio przetłoczone taśmy stalowe, które przez nacisk i tarcie o płazy głowni nie pozwalają jej na przypadkowe wypadnięcie z pochwy. Pochwa bywa (łącznie z rękojeścią) nazywana oprawą broni. Niekiedy do pochew skórzanych i wykonanych z tworzyw sztucznych dodawane były rzemyki, które umieszczano u spodu pochwy (w okolicach okucia dolnego), a które można była przywiązać do uda lub łydki, co ułatwiało dostęp do noża, a ponadto polepszało szybkość i sprawność wyciągania i wkładania noża do pochwy.

### Profil głowni

Typy głowni:
(1) Normal
(2) Trailing point
(3) Clip point
(4) Drop point
(5) Spear point
(6) Dagger (Needle point)
(7) Spey point
(8a) Tanto (Chisel point)
(8b) Americanised tanto
(9) Sheepsfoot
(10) Wharncliffe
(11, 12) Ulu

- Drop point – profil głowni o wyraźnie zaznaczonym łuku brzucha ostrza i łagodnym, lekko wypukłym spadku grzbietu w kierunku sztychu. Profil ten cechują bardzo dobre właściwości tnące oraz wytrzymałość czubka głowni.
- Clip point – głownia podobna kształtem do profilu drop point, przy czym w jej przypadku krzywizna brzucha ostrza jest nieco mniejsza, natomiast grzbiet opada w kierunku sztychu noża po linii prostej. Charakteryzuje się większą zdolnością do przebijania, kosztem nieco gorszych właściwości tnących brzucha ostrza.
- Bowie – głownia o wyraźnie o wyraźnie zaznaczonym łuku brzucha ostrza i ostrym, lekko wklęsłym spadku grzbietu w kierunku sztychu. Często wklęsły odcinek grzbietu, znajdujący się bezpośrednio przy czubku jest zaostrzony, częściowo zaostrzony lub posiada możliwość naostrzenia. Ten profil głowni cechują bardzo dobre właściwości tnące przy równocześnie wysokiej zdolności do przebijania, co sprawia, że jest powszechnie wykorzystywany w nożach bojowych. Wadę głowni tego profilu stanowi stosunkowo niska wytrzymałość czubka.
- Trailing point – głownia z mocno zaznaczoną krzywizną krawędzi i wyraźnym brzuchem ostrza oraz sztychem znajdującym się ponad linią grzbietu. Zaletą tego rozwiązania są bardzo dobre właściwości tnące odcinka w okolicach brzucha ostrza. Wadę w tym przypadku stanowi dosyć problematyczna kontrola nad piórem podczas pracy oraz utrudnione zadawanie pchnięć w walce.
- Recurve – dotyczy właściwie profilu krawędzi tnącej, gdzie głownia posiada krawędź tnącą w kształcie fali. W zależności od przeznaczenia profil ten może mieć różne profile głowni: drop-point, clip-point lub bowie. Wklęsły odcinek zazwyczaj zaczyna się od połowy głowni. Zastosowana krzywizna zapewnia doskonałe właściwości tnące, dzięki bardzo wyraźnemu zaznaczeniu łuku ostrza, który dodatkowo ciągnie się na stosunkowo dużym odcinku. Wadą profilu jest trudność ostrzenia na płaskim kamieniu, oraz mniejsza wytrzymałość głowni na obciążenia poprzeczne.
- Kukri – głownia tradycyjnych noży używanych przez nepalskich górali o charakterystycznym wyglądzie (podobna do starogreckich głowni kopis i machaira). Biorąc pod uwagę pozostałe profile głowni, to można dojść do wniosku, że połączono w niej cechy głowni recurve, gdzie fala ostrza w tym przypadku jest wyraźna, długa i szeroka oraz grzbietu o znacznym łuku pochodzącego z profilu drop-point. Zgodnie z pierwotnym zastosowaniem noży Kukri, noże o tym profilu głowni doskonale nadają jako wielofunkcyjne noże użytkowe (patrz: zastosowanie Kukri). Wadą tego profilu jest trudność ostrzenia, oraz mała wytrzymałość głowni na obciążenia poprzeczne.
- Spear point – głownia o profilu symetrycznym. Krzywizny brzucha oraz grzbietu są względem siebie identyczne i tworzą kończyste pióro. W porównaniu do sztyletu, profil spear point różni się przede wszystkim tym, że posiada tylko jedną krawędź tnącą, grzbiet zaś pozostaje nienaostrzony, lub ostry jedynie na krótkim odcinku pióra. Wadą jest mała krzywizna brzucha ostrza oraz stosunkowo mała szerokość szlifu, co skutkuje gorszymi właściwościami tnącymi.
- Dagger (Needle point, Sztylet) – obosieczna głownia o profilu symetrycznym, z wyraźnie zaznaczoną osią symetrii. Krzywizny brzucha oraz grzbietu są identyczne i tworzą pióro symetrycznie obosieczne z centralnie ułożonym sztychem. Obie krawędzie tnące są zaostrzone na całej długości głowni. Zaletą tego profilu to doskonała zdolność penetracyjna. Ponadto w walce istnieje możliwość wykorzystania obosieczności. Jego wady, podobnie jak w typie spear-point to mała krzywizna brzucha ostrza oraz stosunkowo mała szerokość szlifu, co skutkuje gorszymi właściwościami tnącymi.
- Tanto (Chisel point) – określenie wszystkich głowni o profilu „geometrycznym”, w mniejszym lub większym stopniu nawiązujące do tradycyjnych mieczy i puginałów wywodzących się z Japonii. Geometryczna głownia tanto nie posiada brzucha tylko ostre załamanie krawędzi tnącej, które tworzy kanciaste pióro. Zalety tego rozwiązania to większa wytrzymałość okolic sztychu, gdyż głownia od tego miejsca szybciej osiąga pełną grubość oraz większa zdolność zadawania ciężkich obrażeń w walce. Pióro działa jak gilotyna a ostre załamanie krawędzi tnącej pruje cięty materiał. Zastosowane rozwiązanie pogorszyło przebijalność oraz właściwości tnące. Kolejną wadą może być zakończenie głowni, które generalnie jest niepraktyczne w codziennych zastosowaniach. W zależności od wyglądu załamania pióra mamy do czynienia z tanto japońskim (łagodniejsze, zaokrąglone) lub amerykańskim (kanciaste).
- Spike – głownia o kształcie ostrego, wydłużonego trójkąta o prostym grzbiecie oraz brzuchu. Ostrzona od strony brzucha. Charakteryzuje się bardzo ostrym czubkiem i minimalnym łukiem krawędzi tnącej. Tego typu profil stosuje się przede wszystkim w niewielkich nożach codziennego użytku.
- Wharncliffe – profil ostrza podobny do typu spike. Krawędź tnąca prosta (czasami zdarza się także wklęsła), grzbiet ostro spadający w kierunku czubka ostrza.
- Sheepsfoot – ostrze głowni lekko łukowate lub całkowicie proste, nie posiadające brzucha. Grzbiet wypukły, szybko opadający. Brak agresywnego pióra sprawia, iż głownia o tym profilu często wykorzystywana jest w nożach ratowniczych, gdyż ryzyko zranienia czubkiem noża ratowanej osoby jest znikome.
- Hookblade – Głownia posiadająca na grzbiecie (w okolicy pióra, jelca) hakowate wycięcie o zaostrzonych krawędziach. Czasami zdarza się, że hakowate wycięcie znajduje się na ostrzu, przed właściwą krawędzią tnącą. Najczęściej stosowana w nożach myśliwskich, gdzie ułatwia patroszenie i skórowanie upolowanej zwierzyny. Tego typu rozwiązanie może być stosowane także w przypadku noży ratowniczych, gdzie przy rozcinaniu wszelkich materiałów ryzyko zranienia ratowanych osób jest minimalne.

### Rodzaj krawędzi tnącej
- Plain – ostrze nieząbkowane, gładkie. Najpopularniejsze w nożach składanych (typu folder), jak i z głownią stała. Szczególną cechą tego rodzaju krawędzi tnącej jest łatwość ostrzenia, ze względu na zastosowanie jednolitej krawędzi tnącej.
- Serrated – ostrze ząbkowane na całej długości głowni, z wyjątkiem ostatnich 5-10 milimetrów pióra (licząc od sztychu). W porównaniu z ostrzem typu Plane, wykonanym z tej samej jakości stali, dłużej zachowuje właściwą skuteczność cięcia. Jednak w przypadku stępienia, do naostrzenia wymaga precyzyjnych pilników lub specjalnie ukształtowanych osełek. Wyjątkowo przydatne podczas cięcia lin, grubych tkanin lub twardych materiałów, jak na przykład tworzywa sztuczne.
- Combo – połączenie krawędzi tnących typu Plain oraz Serrated – częściowo ząbkowane, najczęściej na długości około 2–3 cm centymetrów, od strony rękojeści. Jego największą wadą jest stosunkowo mała długość obu krawędzi tnących.

### Rodzaje szlifów

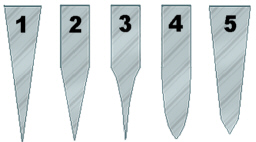
1 – Full flat zero grind
2 – Flat zero grind (Scandi)
3 – Hollow
4 – Convex
5 – Flat with cutting wedge

C i A – szlif Chisel.
A polecany dla praworęcznych, C polecany dla leworęcznych.

- Full Flat (Płaski pełny) – w rodzaju szlifu powierzchnie boczne głowni są w całości klinem tnącym tworzonym przez płaszczyzny ciągnące się od grzbietu po krawędź tnącą. W tym przypadku głownia jest zbalansowana pod względem wytrzymałości oraz płynności i lekkości cięcia. Szerokie płaskie powierzchnie zapewniają stabilny ruch w ciętym materiale, co w połączeniu z małym oporem stawianym przez taką głownię zapewnia głębokie i równe cięcie.
- Flat (Częściowy płaski) – powierzchnie boczne klina tnącego są płaskie, porównywalne do szlifu full flat, jednak mniej więcej od połowy szerokości głowni zaczynają schodzić się w kierunku krawędzi tnącej. Jeśli płaszczyzny klina tnącego zajmują więcej miejsca, szlif nazywamy wysokim i odpowiednio: jeśli mniej – niskim. Właściwości są zbieżne ze szlifem full flat, jednak w przypadku szlifu flat klin tnący jest niższy, a jego płaszczyzny zbiegają się pod większym kątem, co bezpośrednio wpływa na zwiększenie oporów podczas cięcia. Zaletą szlifu jest większa powierzchnia przekroju poprzecznego przy założonej szerokości i grubości głowni, dzięki czemu nóż jest znacznie bardziej odporny na złamanie.
- Hollow (Wklęsły) – powierzchnie boczne klina tnącego są wklęsłe. Szlif może być wyprowadzony na całej szerokości głowni lub tylko na jej części (w tym wypadku rozróżniamy szlif niski i szlif wysoki). Jego zaletą jest dobry stosunek wytrzymałości głowni do dobrze tnącego ostrza. Wynika to z możliwości utworzenia cienkiego, bardzo dobrze tnącego klina przy stosunkowo niewielkiej wysokości szlifu. Wadą jest mniejsza wytrzymałość bezpośrednio nad krawędzią tnącą. Kolejnym mankamentem tego typu szlifu jest sytuacja, kiedy głowni przy głębszych cięciach traci swoją stabilność i stawia zbyt duży opór wynikający z gwałtownie zwiększającej się grubości w okolicach grzbietu.
- Convex (Wypukły) – powierzchnie boczne klina tnącego są lekko wypukłe. W przypadku tego nie szlifu nie można wyraźnie rozgraniczyć klina tnącego oraz krawędzi. Szlif może być wyprowadzony na całej szerokości głowni lub tylko na jej części (w tym wypadku rozróżnia się szlif niski i szlif wysoki). Profil ten zapewnia wytrzymałą krawędź tnącą. Opór wytwarzany przez głownię w ciętym materiale także jest stosunkowo niewielki. Biorąc pod uwagę jego specyfikę, jest dość trudny do wykonania. Krawędź tnąca tego typu szlifu wymaga większej wprawy w ostrzeniu.
- Zero Grind (Szlif Zerowy) – powierzchnie boczne głowni są płaskie jak w przypadku szlifów flat lub full flat. Różnicą jest natomiast to, iż podobnie jak w szlifie convex nie zachodzi wyraźne rozgraniczenie między klinem tnącym a samą krawędzią. Profil ten zapewnia najlepsze z możliwych właściwości tnące przy danej grubości i szerokości głowni. Jego użycie w danym nożu wymaga jednak zastosowania bardzo dobrej jakościowo, wysoko-udarnej stali i zaawansowanej technologii hartowania (w przeciwnym razie cienka krawędź tnąca i obszar bezpośrednio nad nią łatwo uległaby uszkodzeniu).
- Chisel (Dłuto) – szlif wyprowadzony jest tylko z jednej strony, przy czym druga strona głowni pozostaje zupełnie płaska. W zależności od przeznaczenia noże może być płaski pełny, częściowy lub nawet wypukły. Przy tym szlifie noża ważną rolę odgrywa ręczność jego użytkownika – w przypadku osób praworęcznych, część płaska powinna znajdować się po lewej stronie, gdyż w przeciwnym wypadku głownia będzie miała tendencję do zbaczania z linii cięcia. Analogicznie dla osób leworęcznych część płaska powinna znajdować się po prawej stronie. Podstawową zaletą tego szlifu jest jego prostota, nieskomplikowany proces produkcji i mniejsze zużycie narzędzi.

## Galeria

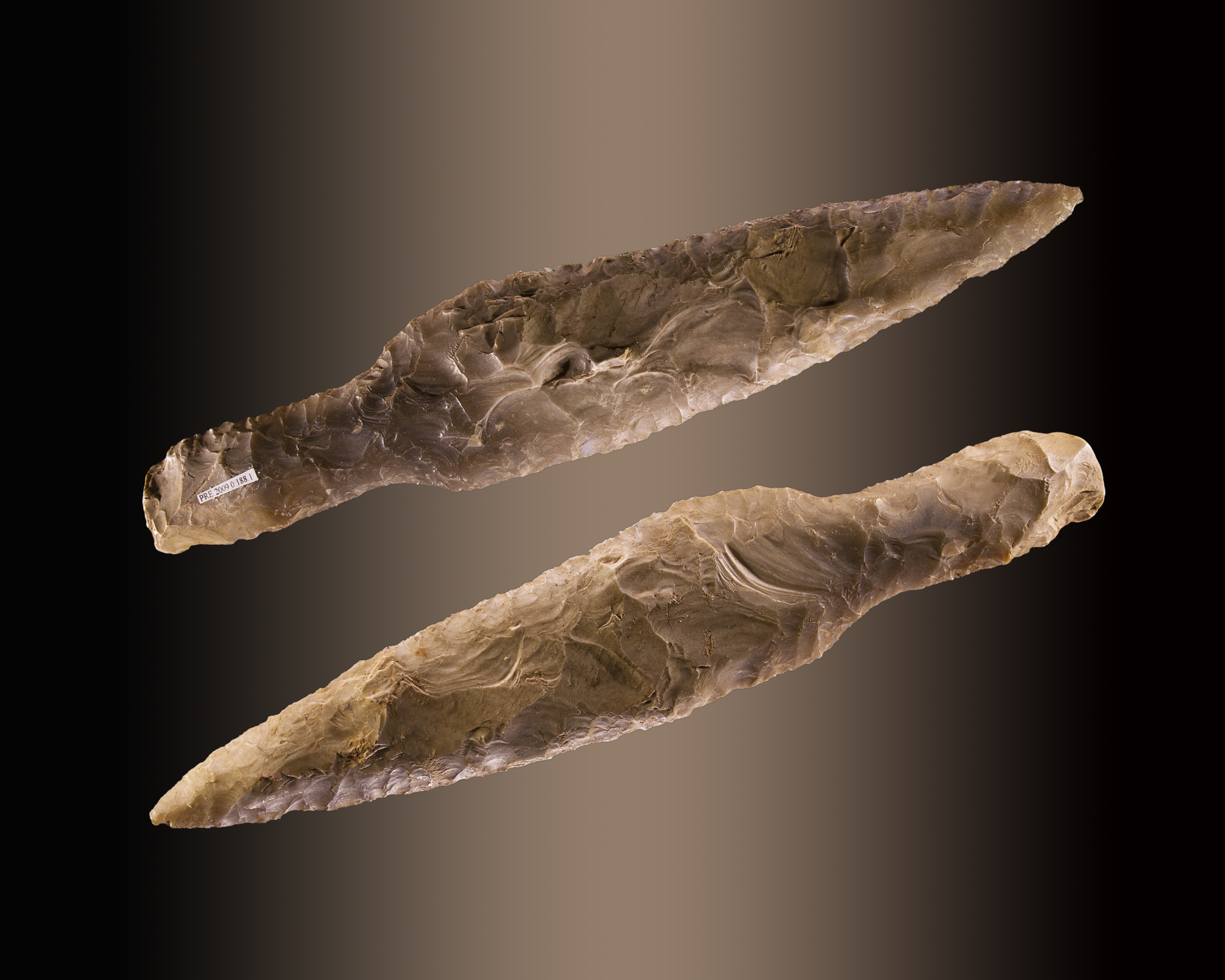
Kamienny nóż z epoki neolitu
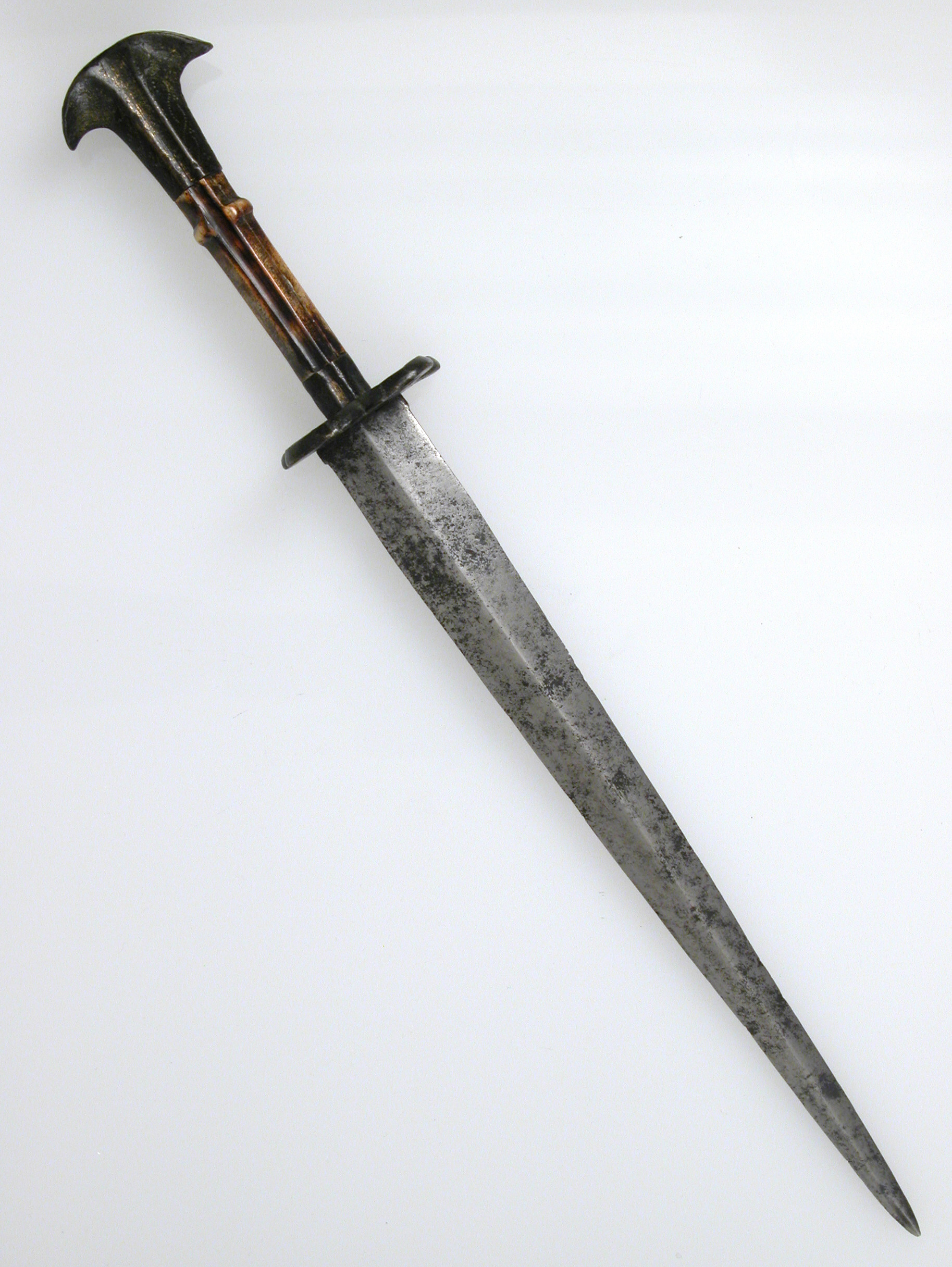
Sztylet z XV w.
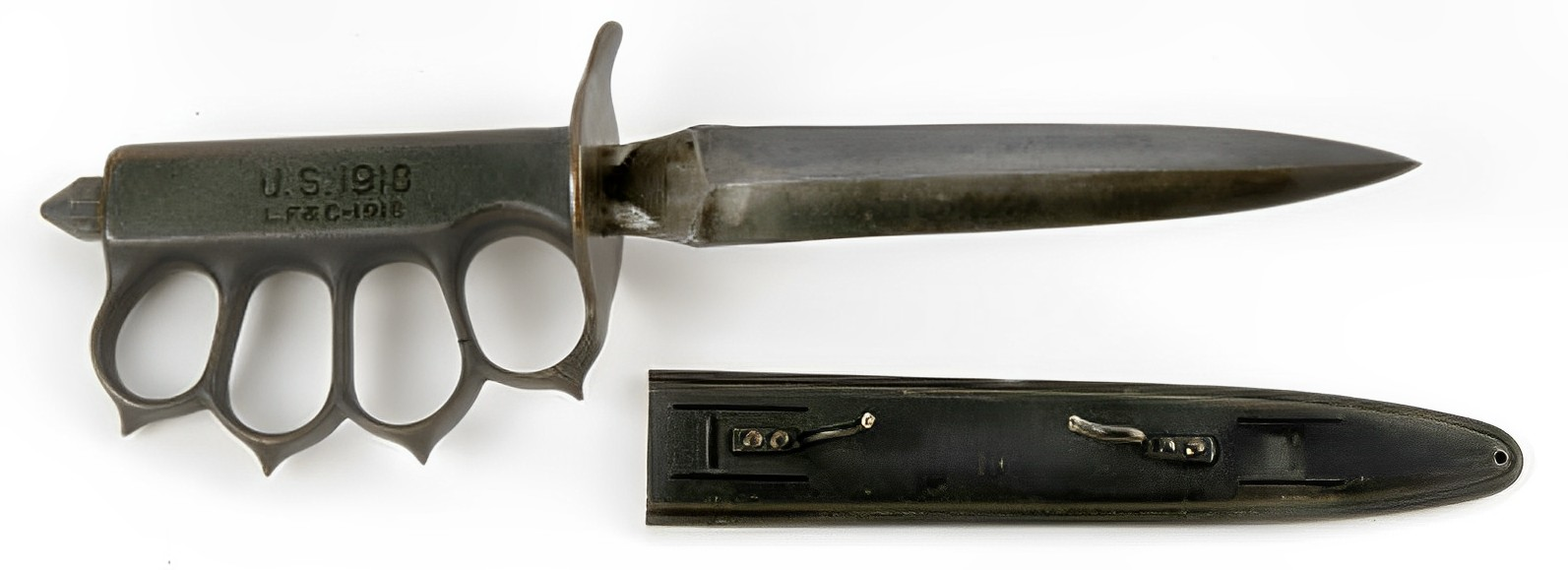
Nóż okopowy z okresu I wojny światowej
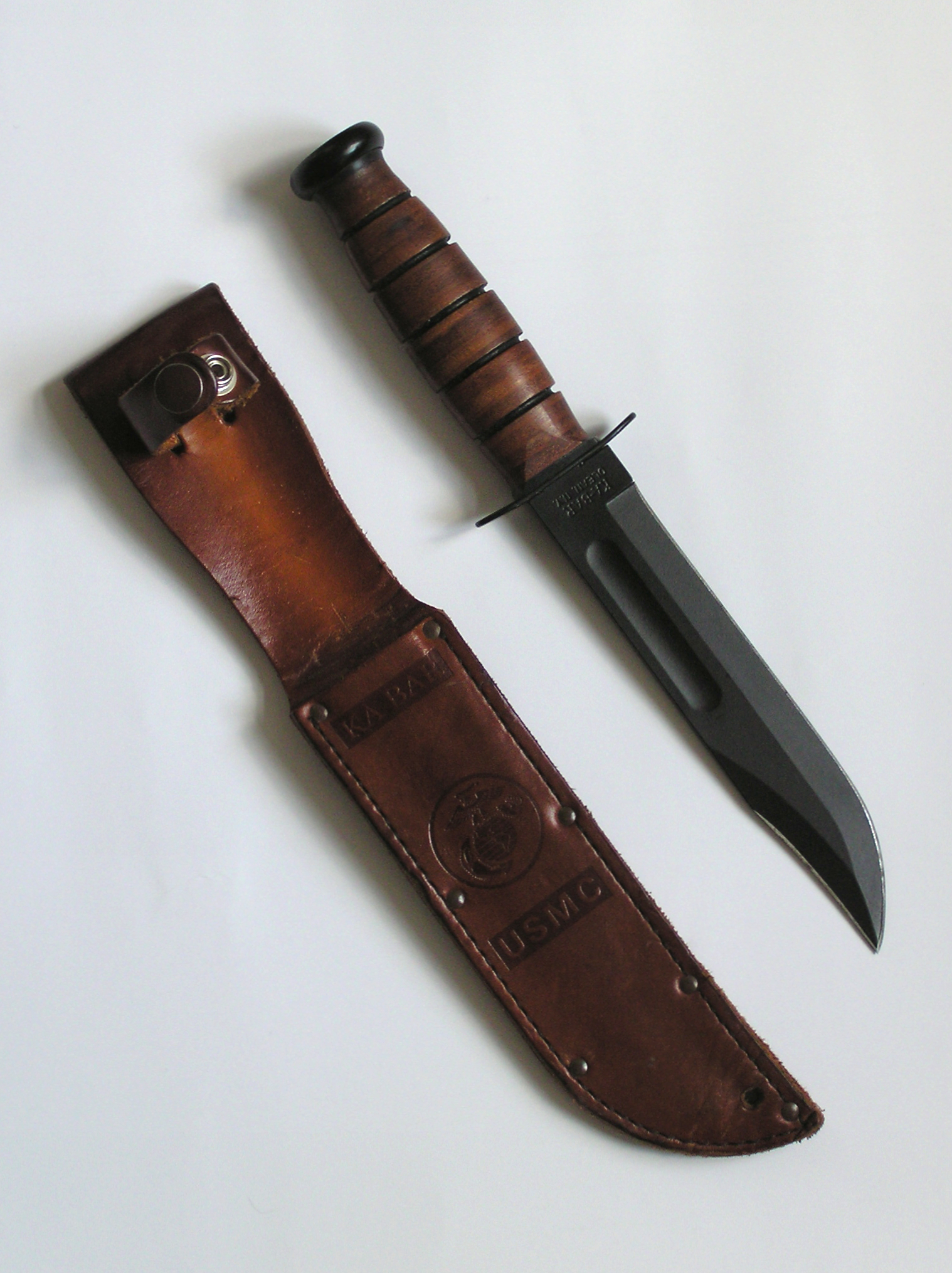
Nóż bojowy Ka-Bar, używany od II wojny światowej po współczesność
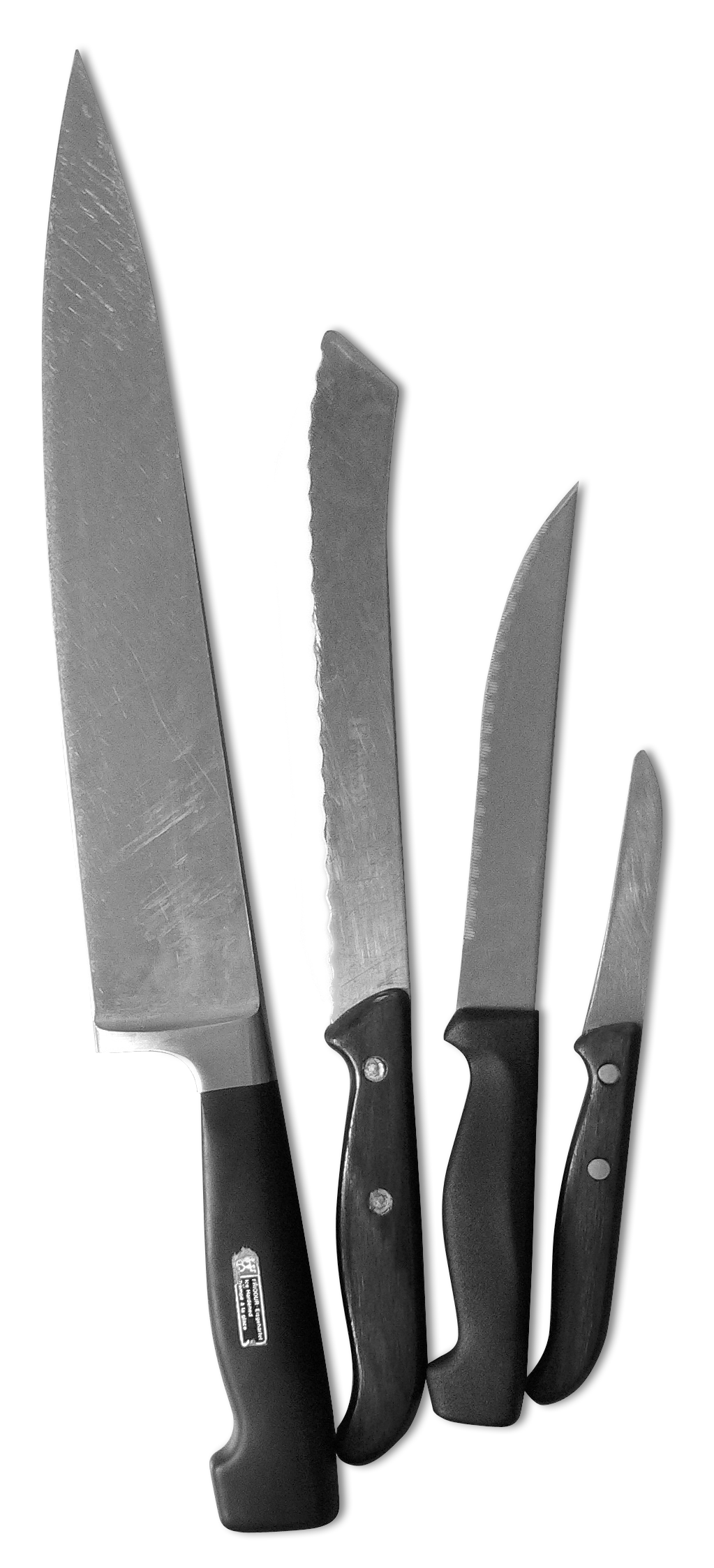
Noże kuchenne
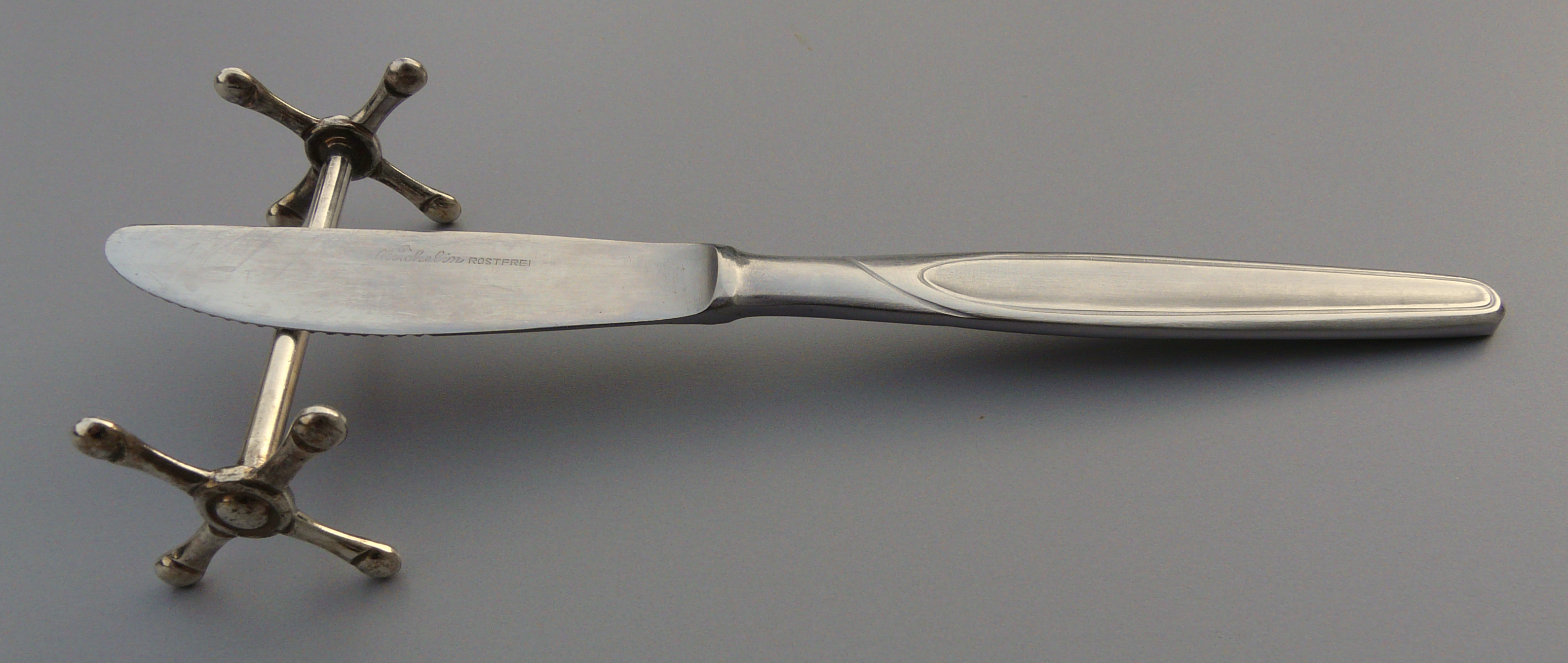
Nóż do masła
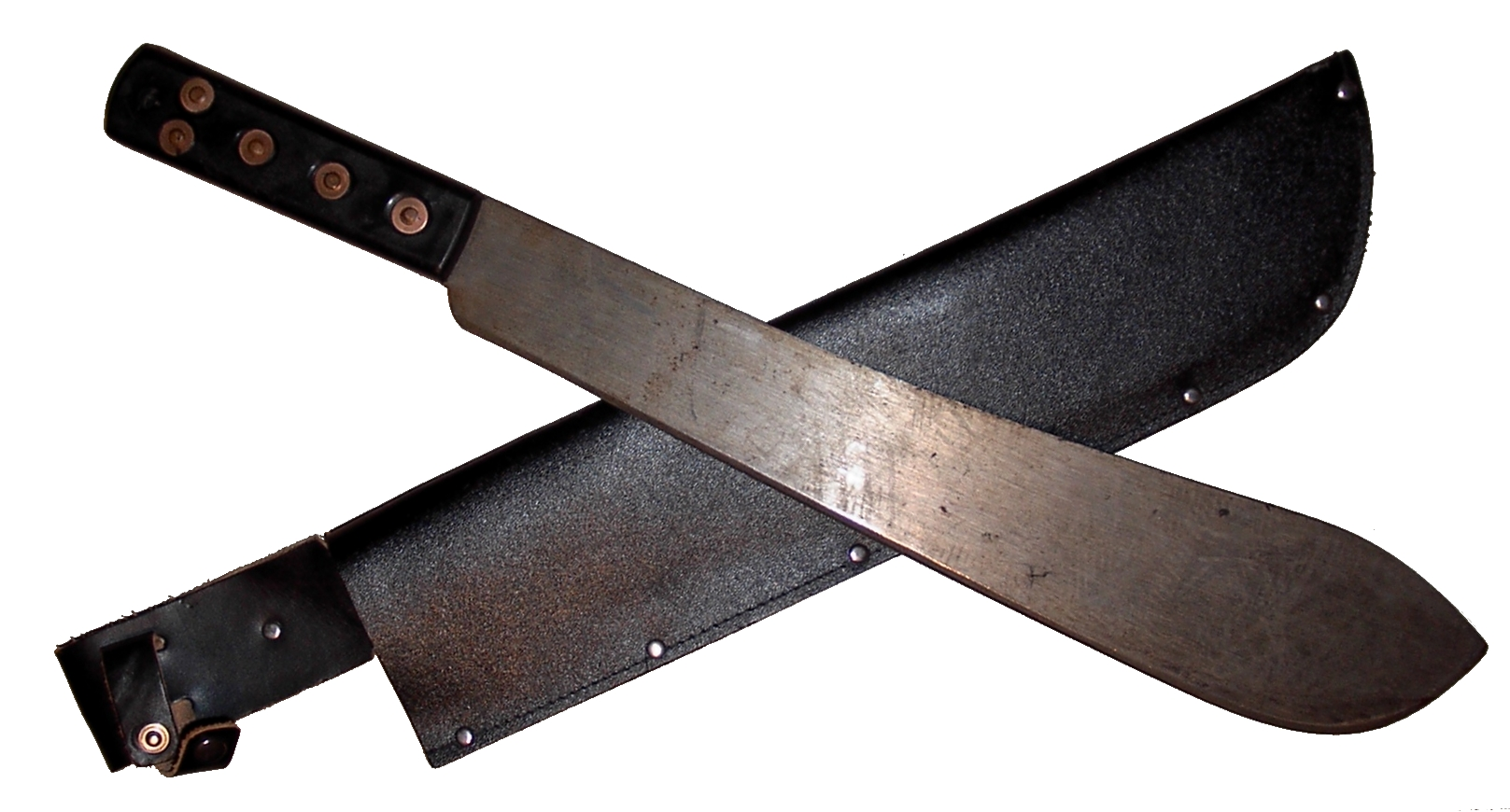
Maczeta
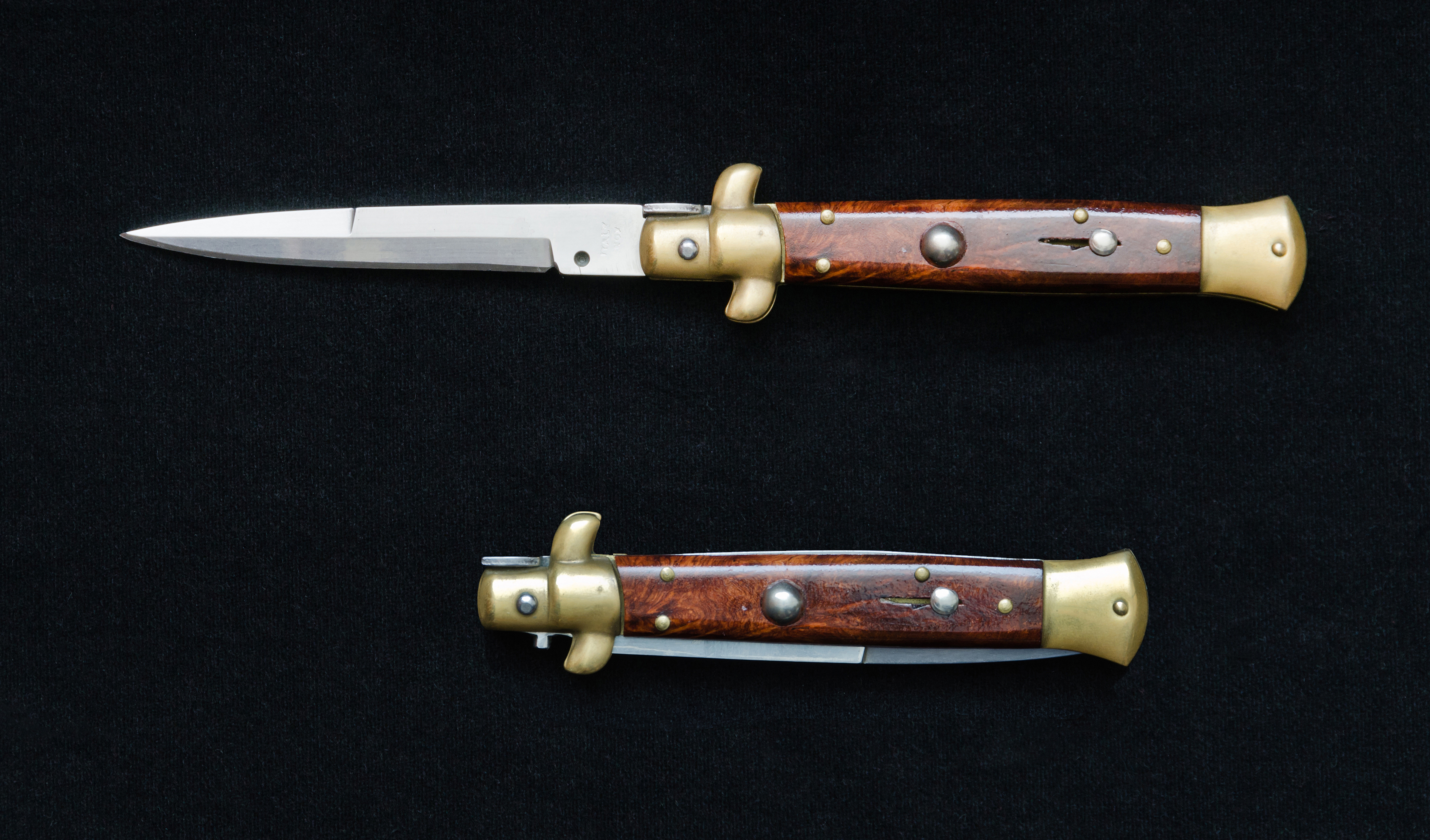
Nóż sprężynowy
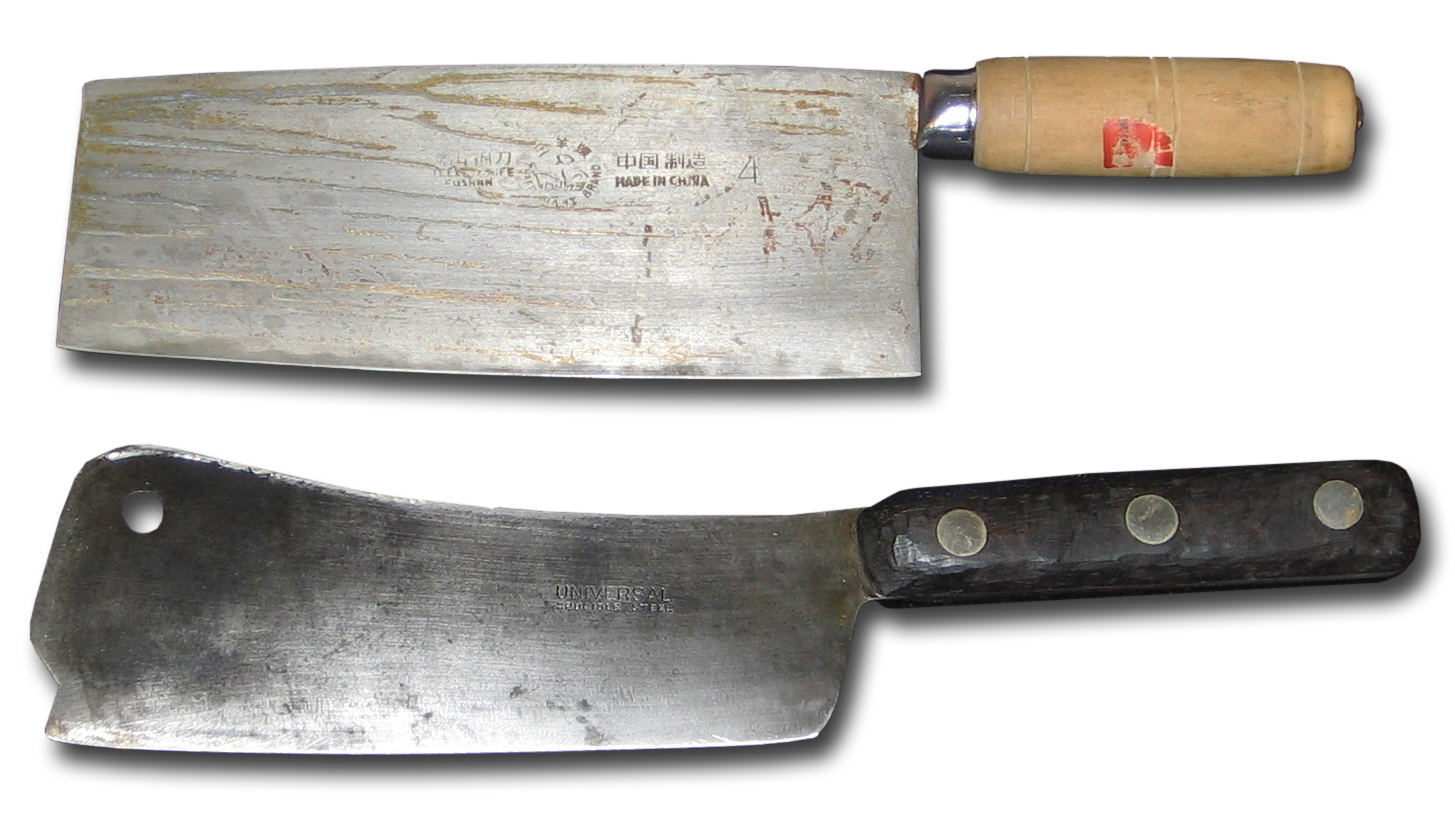
Tasaki kuchenne
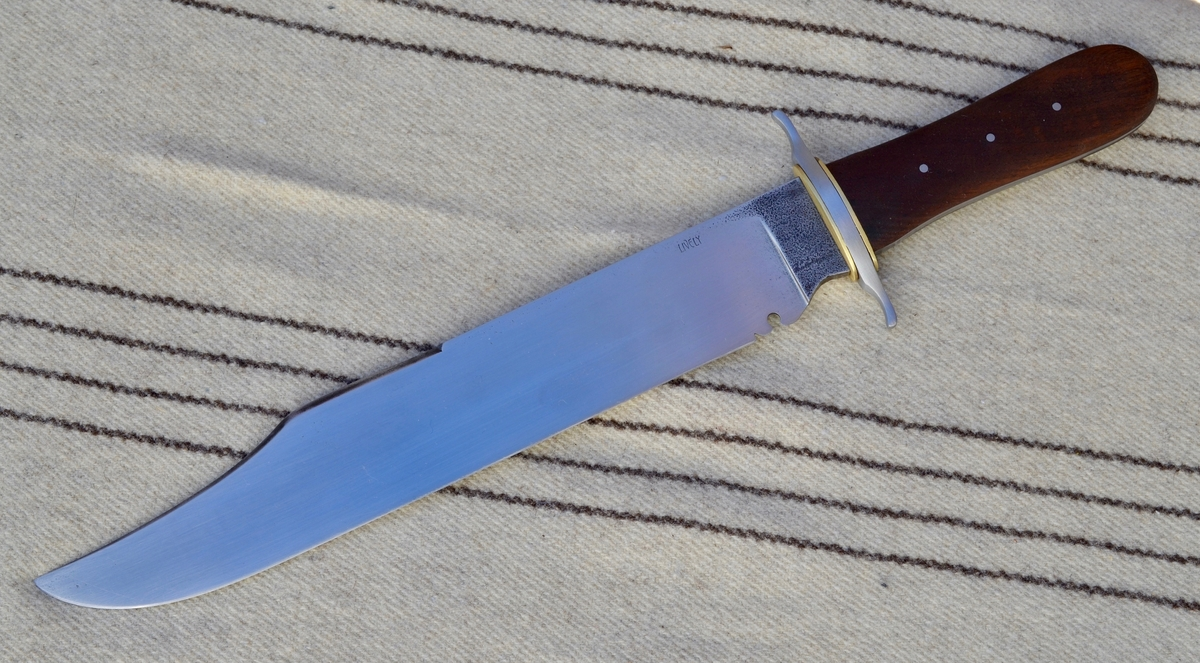
Nóż myśliwski typu Bowie
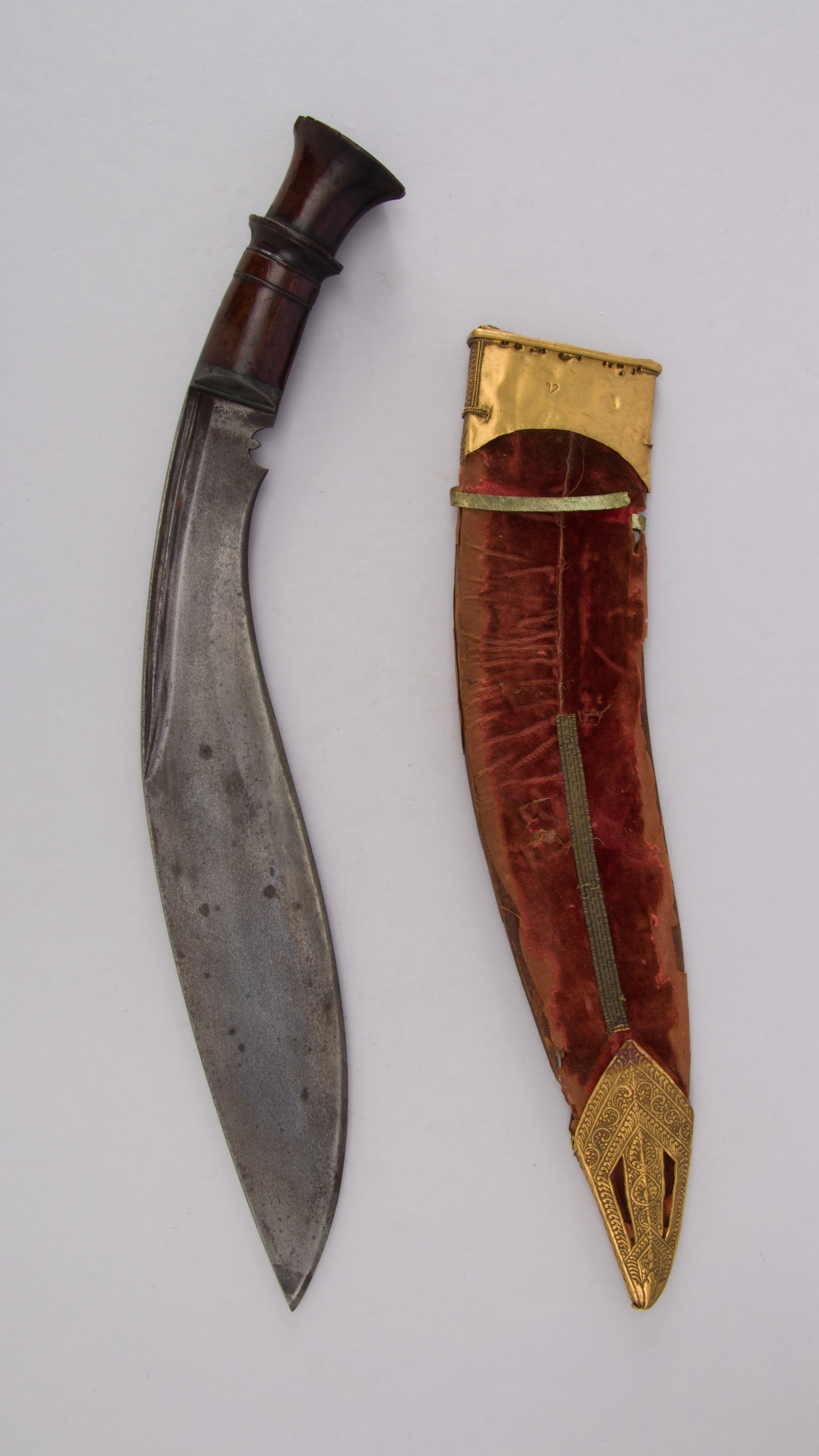
Kukri z XIX w.
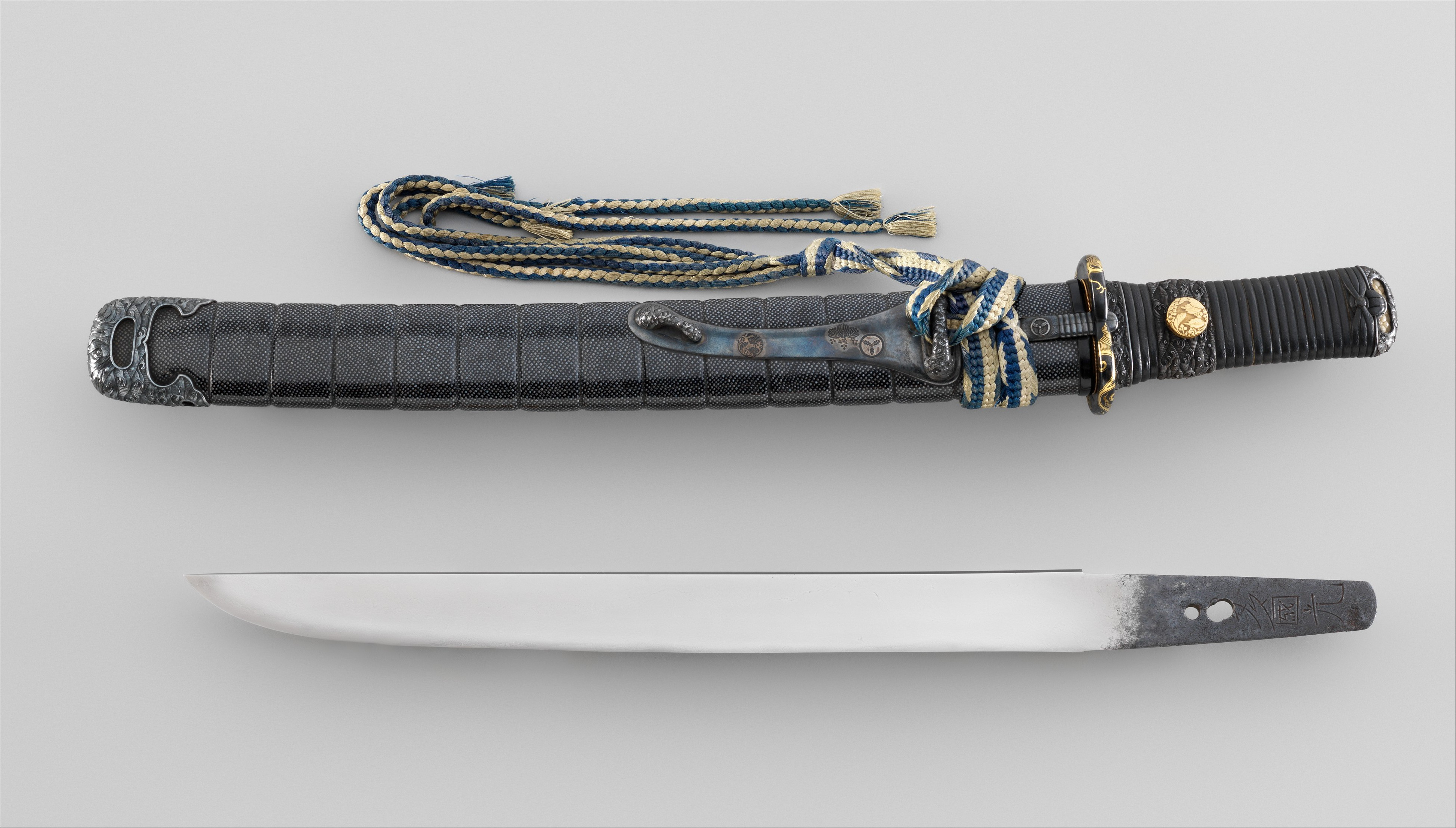
Tantō z XIX w.
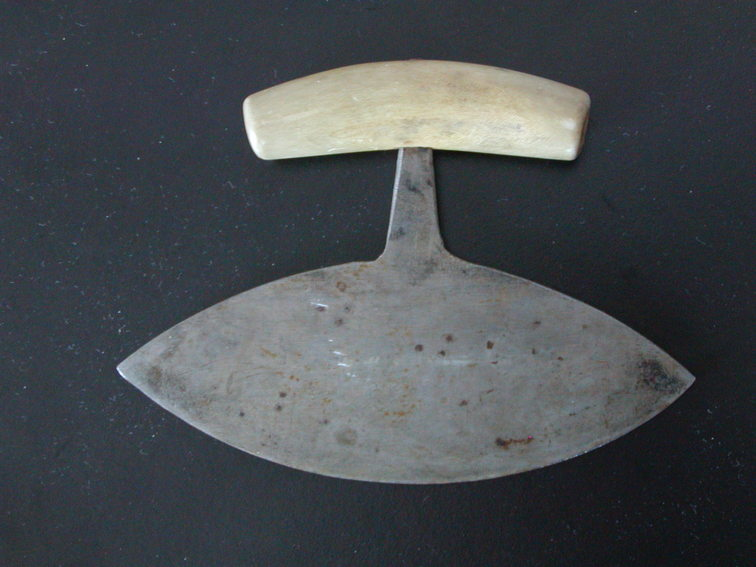
Nóż Ulu
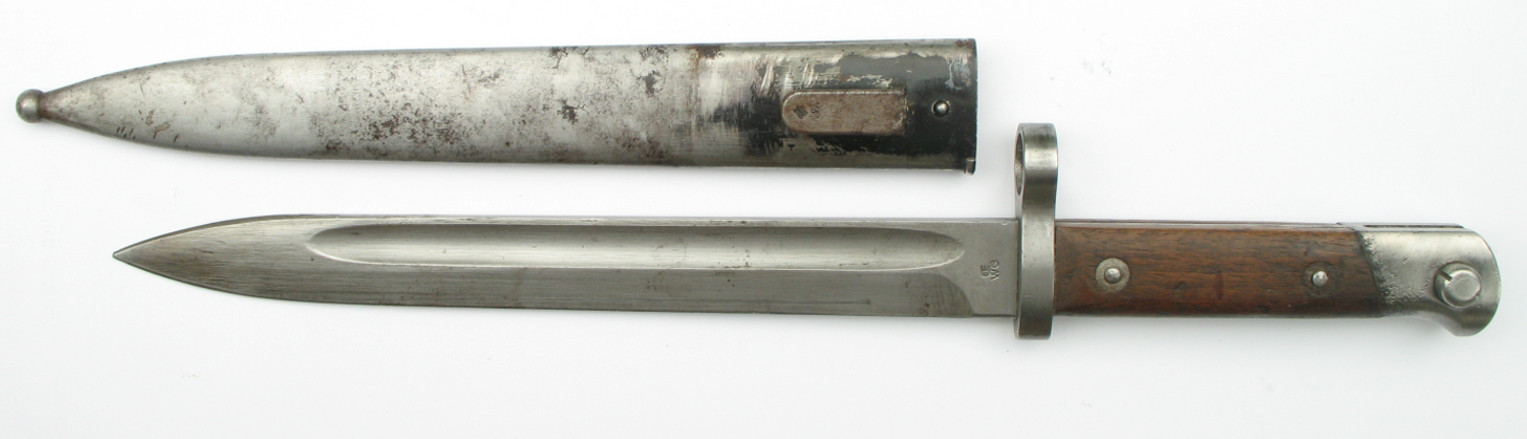
Bagnet nożowy Mannlicher M1890
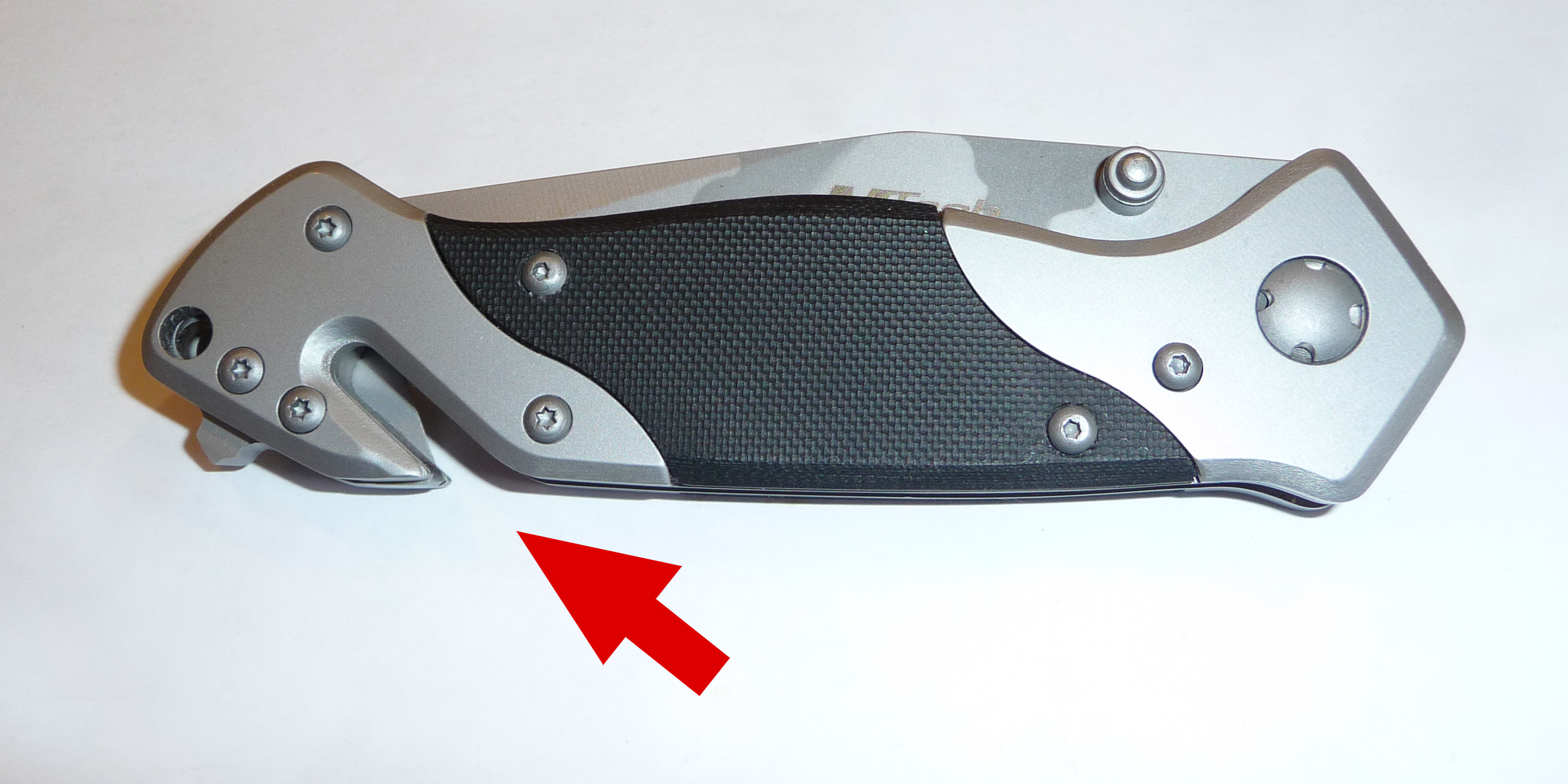
Nóż ratowniczy (zaznaczone ostrze do przecinania pasów)
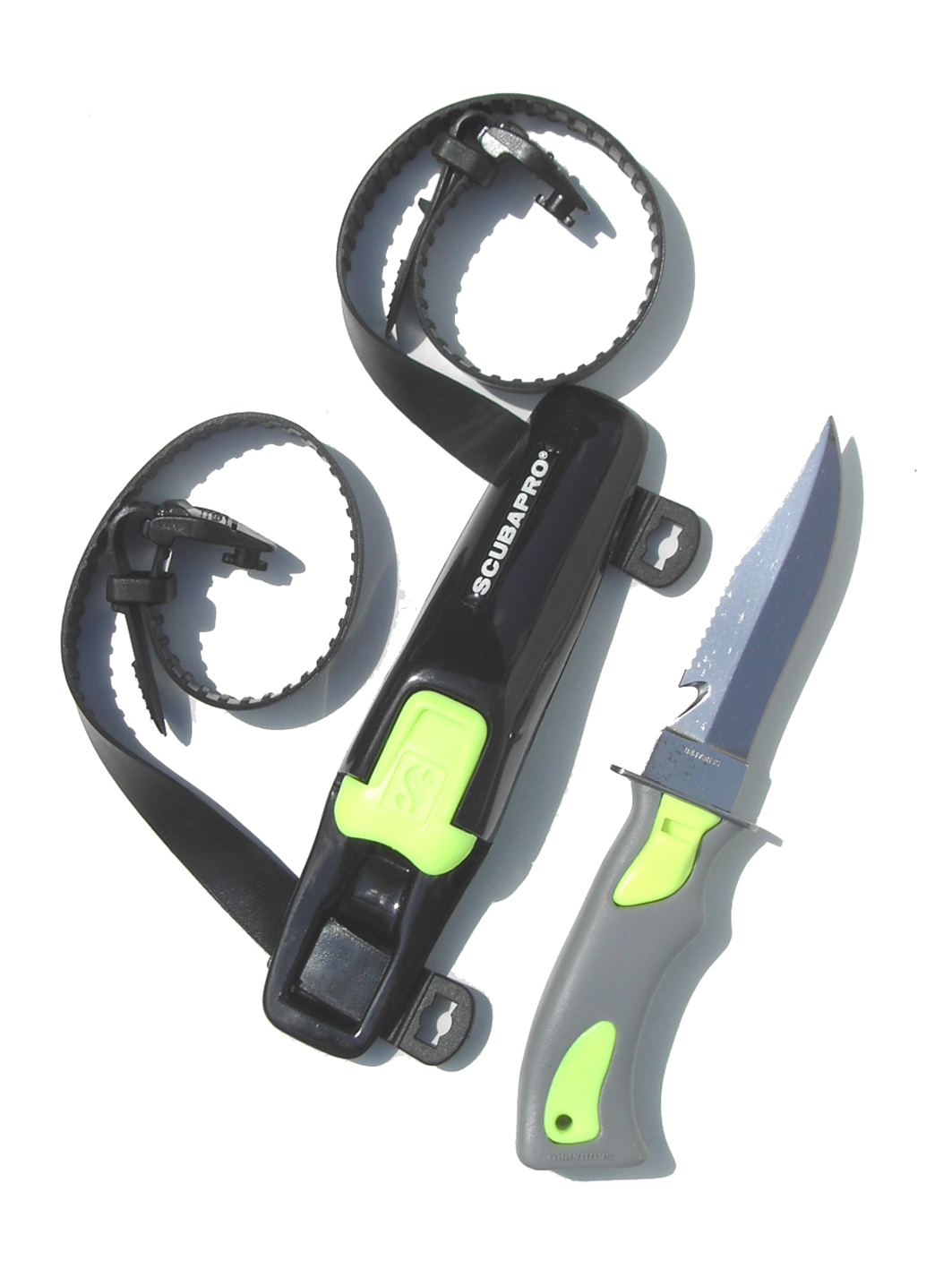
Nóż przeznaczony dla nurków
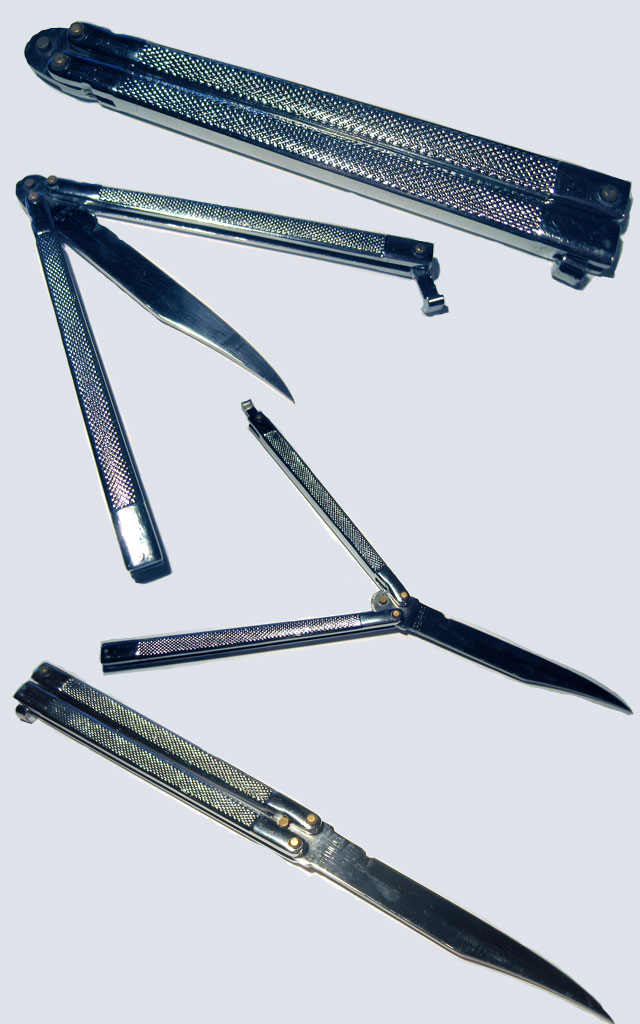
Noż motylkowy
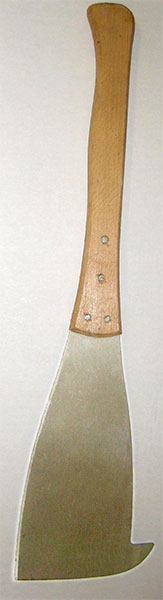
Nóż do trzciny cukrowej
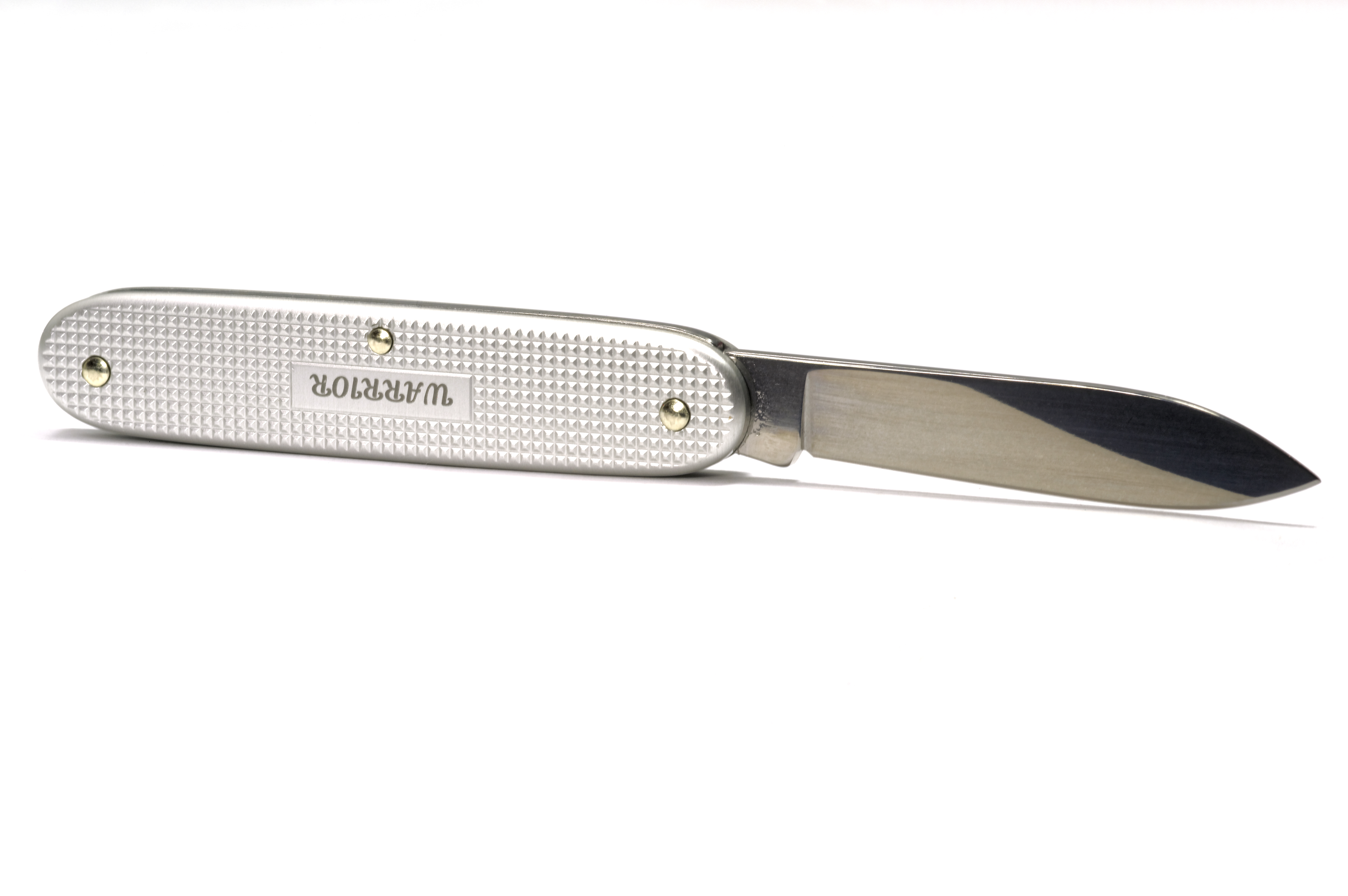
Składany nóż w scyzoryku
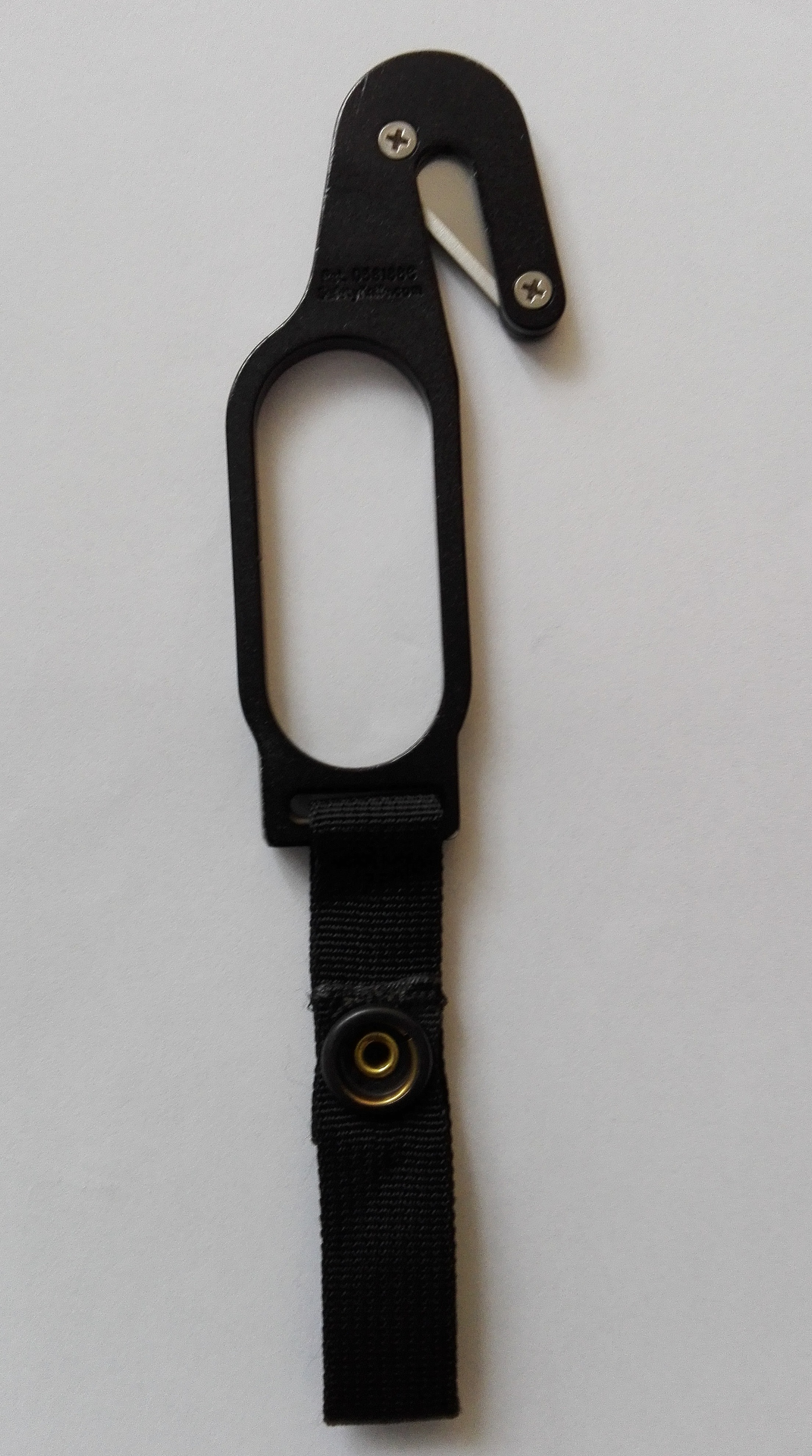
Nóż spadochronowy (hakowy)